# Ruch Ludowo-Chrześcijański
Ruch Ludowo-Chrześcijański (RLCh) – koło poselskie w Sejmie RP V kadencji utworzone 18 grudnia 2006 przez niektórych członków byłego Klubu Parlamentarnego Ruch Ludowo-Narodowy. Przestało istnieć 7 maja 2007, zmieniając nazwę na Koło Poselskie Ruch Ludowo-Narodowy.
Skład Koła Poselskiego Ruch Ludowo-Narodowy od 7 maja 2007:
- Józef Cepil
- Tadeusz Dębicki
- Bogusław Kowalski - przewodniczący Koła
- Gabriela Masłowska
- Józef Pilarz
- Anna Sobecka
- Krzysztof Szyga
- Piotr Cybulski (27 kwietnia 2007 przeszedł do Klubu Parlamentarnego Prawo i Sprawiedliwość)

W lutym 2007 część posłów RLCh przystąpiła do nowo powołanej partii pod nazwą Ruch Ludowo-Narodowy.